# Fish (surf)
 (novembre 2018).
Pour les articles homonymes, voir Fish.

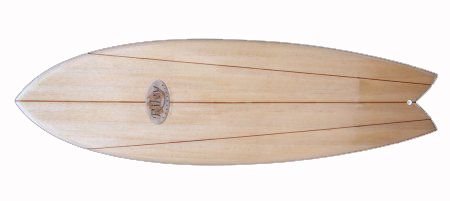
Une planche fish d'1.80 m.

Les fishes sont des planches de surf courtes, larges et au rocker[Quoi ?] tendu. Ce sont des planches vives et rapides. Contrairement à ce que leur petite taille laisserait penser, ils sont à l'aise dans les petites vagues estivales grâce à un volume important du nose au tail et à un rocker mesuré.

## Un peu d'histoire
Issues du kneeboard et des années 1970, les fishes sont des planches dont on découvre aujourd'hui les nombreuses vertus.
Mise au point au milieu des années 1960 par Steve Lis, c'est à la base une planche qui se surfe à genoux (kneeboard) détourné de son usage naturel.
Avec quelques mises au point, le kneeboard à swallow et deux dérives est devenu le fish.
Il aura fallu que les notions de shape évoluent pour que ces planches prennent la place qu'elles méritent. Les rails, rockers, carènes, tout a évolué.
Reste l'outline et le comportement dynamique de ces planches.
Les fishes sont des planches courtes, larges et au rocker tendu. Ce sont des planches vives et rapides. Contrairement à ce que leur petite taille laisserait penser, elles sont à l'aise dans les petites vagues estivales grâce à un volume important du nose au tail et à un rocker mesuré.
Leur tenue dans les vagues plus consistantes est également étonnante. Les rails tendus et parallèles, les larges pointes du swallow et les dérives généreuses faisant leur office.
La somme de ces caractéristiques à pour effet de produire des planches très vives dès le take off.
Les deux dérives (keel fins) créent des points de pivot et grâce à la faible longueur de la planche, ça tourne très facilement.
Au niveau de l'accroche c'est aussi incroyablement efficace : le swallow est très profond. Ainsi, une fois bien sur l'angle ou dans le creux de la vague, la grande pointe en contact avec la face de la vague ainsi que la dérive sont entièrement dédiées à l'accroche. L'arrière de la planche peut être considéré dans ces conditions comme l'association de deux single fin pintails...
On dit des fishes qu'idéalement, ils se surfent "à plat".
Cela veut dire qu'il faut au maximum tenter de placer la carène en contact avec la face de la vague.
Et c'est effectivement là que se fait sentir le charme du fish.
La carène au contact avec la face de la vague, le fish absorbe littéralement son énergie et la restitue en vitesse pure.
Le mode d'emploi d'un fish classique s'assimile très vite et n'est pas le même que celui des shortboards thrusters.
Si ces derniers demandent à être surfés d'un rail à l'autre en permanence pour ne pas perdre de vitesse ou de vivacité, le fish, lui demande davantage de contact entre sa carène et la face de la vague (d'où l'expression de "surf à plat") et d'appui au pied avant.
En travaillant sur un rythme d'allégement et d'appuis marqués, on mène son fish à grande vitesse et on découvre son potentiel en termes de vivacité et de maniabilité.
Le cut back est indéniablement une figure de prédilection dans le vocabulaire du fish.
Bref, le fish, c'est une autre façon de surfer.
Peut être déstabilisante au départ mais hautement addictive et efficace.
Parlons maintenant des aspects plus brutalement techniques du fish.
La gamme de taille des fishes est normalement comprise entre 1,63 et 1,83 m.
Les cotes typiques pour un surfeur de gabarit et de niveau moyen (1,75 m et 75 kg) qui surfera un beach break non landais peuvent être : 178 × 53 × 7 cm.